# Nergal-ušezib
Nergal-ušezib (původně Šuzub) byl babylonský šlechtic, který se stal babylónským králem. Na trůn ho dosadili Elamité v roce 694 př. n. l., když obsadili Babylón a zabili předešlého krále Aššura-nadina-šumu, syna asyrského krále Sinacheriba.
Nergal-ušezib vládl Babylónu přibližně pouze rok, protože Sinacherib chtěl pomstít smrt svého syna a vytáhl na Babylón, aby ho dobyl. Nergal-ušezib byl s Elamity poražen a zajat Asyřany v bitvě poblíž Nippuru v září 693 př. n. l. Jeho další osud není známý. Jeho nástupcem byl chaldejský kníže Mušezib-Marduk, který pokračoval v odporu proti Asýrii.